# Fort Yates
Fort Yates är administrativ huvudort i Sioux County i North Dakota. Enligt 2020 års folkräkning hade Fort Yates 176 invånare.